# Sybra terminata
Sybra terminata là một loài bọ cánh cứng trong họ Cerambycidae.